# Kitniyot
Kitniyot  (en hebreo: קִטְנִיּוֹת‎, qitniyyot) es un término hebreo que significa legumbres. Sin embargo durante la Pascua, la palabra kitniyot toma un significado más amplio y se utiliza para referirse a granos y semillas tales como arroz, maíz, semillas de girasol, semillas de sésamo, poroto de soja, guisantes, y lentejas, además de legumbres.
Según las costumbres de los asquenazí ortodoxos y algunos sefardíes, no se debe comer kitniyot durante la Pascua. Si bien el judaísmo reformista y el judaísmo asquenazi conservador en la actualidad permiten el consumo de kitniyot durante la Pascua, la tradición ancestral en estas y otras comunidades ha sido abstenerse de consumirlo. De acuerdo con Torat Eretz Yisrael y Minhagei Eretz Yisrael, todos los judíos, independientemente de su origen, y sin importar la práctica que hayan observado sus ancestros, tienen permitido comer kitniyot durante la  Pascua, dado que es una práctica rechazada como una precaución innecesaria por las autoridades halájicas desde que emergió.

## Leyes y costumbres
La Torá solo prohíbe a los judíos comer chametz durante la Pascua. El chametz es preparado a partir de masas con levadura de los "cinco granos":  trigo, espelta, cebada, shibbolet shu'al (cebada de doble hilera, según Maimonides; avenas según Rashi) o centeno. Existen otras prohibiciones rabínicas adicionales sobre el consumo de granos de cualquier forma excepto en matzo.
Entre los asquenazis ortodoxos y algunos judíos sefardíes, es costumbre (minhag) durante la Pascua abstenerse no solo de productos a base de los cinco granos sino también de otros granos y legumbres. Las tradiciones sobre que se considera kitniyot varían según cada comunidad pero por lo general incluyen maíz, como también arroz, guisantes, lentejas, y porotos. Muchos incluyen también al maní y la soja en esta prohibición.  El Chayei Adam no considera que las papas sean kitniyot ya que eran desconocidas en la época en que se estableció la prohibición, una opinión a la que adhieren la mayoría de las autoridades asquenazi.